# Stazione di Mira-Mirano
La stazione di Mira-Mirano è una fermata ferroviaria posta sulla linea Milano-Venezia, nella frazione Marano Veneziano di Mira.

## Storia
Già stazione, venne trasformata in fermata impresenziata il 30 gennaio 2003.

## Strutture e impianti
La fermata è sostanzialmente simile alle altre situate tra Padova e Mestre: ha il fabbricato posto sul lato sud e due binari, uno per senso di marcia, collegati da sottopassaggio; vi sono poi altri due binari a cui non è possibile accedere in quanto vi transitano i convogli diretti e i treni merci della Linea AV/AC.
Il gestore è RFI SpA

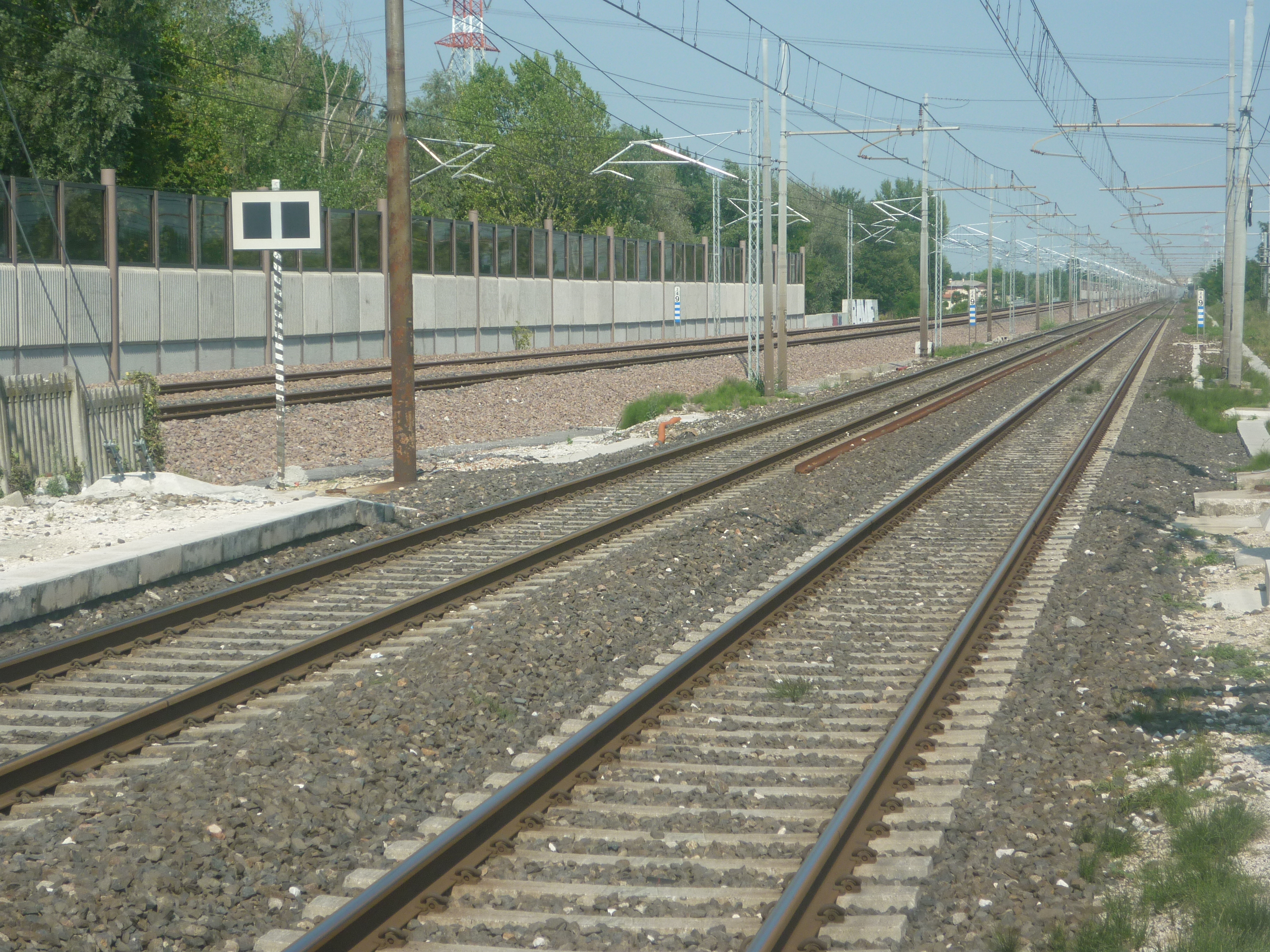
I 2 binari della Linea AV/AC in direzione Venezia

Il sottopassaggio, per i lavori della Linea AV/AC, nei primi anni del 2000 è stato allungato per superare i nuovi due binari della cosiddetta linea veloce.

## Servizi
La stazione, che RFI classifica nella categoria silver, dispone di:
- Biglietteria automatica
- Aree per l'attesa
- Parcheggio